# جورج بارلو
جورج بارلو (بالإنجليزية: George Barlow)‏ هو لاعب كرة قدم بريطاني، ولد في 7 فبراير 1933 في ستوك أون ترينت في المملكة المتحدة. شارك مع منتخب أستراليا لكرة القدم. أما مع النوادي، فقد لعب مع Balgownie Rangers FC ‏.